# كوليت رولان
كوليت رولان (بالفرنسية: Colette Rolland )‏ (و. 1943  م) هي عَالِمَة حاسوب، وأستاذة جامعية، ومهندسة فرنسية.

## التعليم
تعلمت في جامعة نانسي.